# Эль-Харруба
Эль-Харруба (араб. الخروبة‎, фр. El Kharrouba) — коммуна на севере Алжира, на территории вилайета Бумердес, округа Будуау.

## Географическое положение
Коммуна находится в северной части вилайета, на высоте 64 метра над уровнем моря на площади 72 км2.
Коммуна расположена на расстоянии приблизительно 47 километров к юго-востоку от столицы страны Алжира и в 27 километрах к югу от административного центра вилайета Бумердеса.

## Демография
По состоянию на 2008 год население составляло 10 885 человек.
Динамика численности населения коммуны по годам:
| 1977  | 1987  | 1998  | 2008   |
| ----- | ----- | ----- | ------ |
| 3 722 | 6 413 | 8 143 | 10 885 |